# Henry J. Mansell
Henry Joseph Mansell (nacido el 10 de octubre de 1937) es un prelado estadounidense de la Iglesia católica. Se desempeñó como arzobispo de la Arquidiócesis de Hartford en Connecticut desde el cuarto arzobispo de Hartford de 2004 a 2013.
Mansell se desempeñó anteriormente como obispo de la Diócesis de Búfalo en Nueva York de 1995 a 2003 y como obispo auxiliar de la Arquidiócesis de Nueva York en la ciudad de Nueva York de 1992 a 1995.

## Biografía

### Primeros años
Henry Mansell nació en la sección del Bronx de la ciudad de Nueva York de Henry y Bridget (de soltera Finn) Mansell, y se bautizó en la iglesia de St. Augustine en el Bronx tres semanas después. Tiene una hermana, Ann. Mansell asistió al Cathedral College en Manhattan de 1951 a 195. Luego ingresó al St. Joseph's Seminary en Yonkers, Nueva York, donde obtuvo una licenciatura en 1959.

### Sacerdocio
Mansell fue ordenado sacerdote para la Arquidiócesis de Nueva York por el Arzobispo Martin O'Connor el 19 de diciembre de 1962. Obtuvo una Licenciatura en Sagrada Teología de la Pontificia Universidad Gregoriana de Roma en 1963, e hizo un trabajo de posgrado en la Universidad Católica de América en Washington D. C. hasta 1965.
Mansell se desempeñó como párroco en parroquias de Harrison, Nueva York, el Bronx y la parroquia de Saints John and Paul en Larchmont, Nueva York. Fue nombrado director de la Oficina de Consejos Parroquiales el 9 de junio de 1972 y vicecanciller de la archidiócesis el 1 de julio de 1985. El 17 de marzo de 1986, Mansell fue nombrado prelado honorario. Más tarde se convirtió en director de personal sacerdotal y canciller (1988) de la archidiócesis.

### Obispo auxiliar de Nueva York
El 24 de noviembre de 1992, Mansell fue nombrado obispo auxiliar de la Arquidiócesis de Nueva York y obispo titular de Marazanae por el Papa Juan Pablo II. Recibió su consagración episcopal el 6 de enero de 1993 del Papa, con los arzobispos Giovanni Re y Justin Rigali sirviendo como co-consagradores, en Roma. Seleccionó como su lema episcopal, "Bendito sea Dios" (Salmos 68.36).

### Obispo de Búfalo
El Papa Juan Pablo II nombró a Mansell como el duodécimo obispo de la Diócesis de Buffalo el 18 de abril de 1995. Sucediendo al obispo saliente Edward D. Head, Mansell fue instalado el 12 de junio de 1995 en la Catedral de San José en Buffalo.
Durante su mandato, Mansell visitó todas las parroquias de la diócesis, la mayoría de ellas varias veces. También promovió la educación católica y los institutos de atención médica y servicio social dentro de la diócesis. Mansell estableció el Sistema Católico de Atención Médica del Oeste de Nueva York, uniendo los recursos de los hospitales católicos locales, hogares de ancianos y otras instalaciones de atención médica. En 1996 instituyó la estructura de vicariato de la diócesis, y en 1997 dirigió la diócesis en la celebración de su 150 aniversario. Instituyó una "Misa diaria" televisada celebrada desde una capilla en la Catedral de San José para los confinados en casa.
Mansell recibió doctorados honorarios de la Universidad de Niagara en Lewiston, Nueva York en mayo de 1996, de la Universidad de San Buenaventura en San Buenaventura, Nueva York en agosto de 1996 y de Canisius College en Buffalo en mayo de 1997. En septiembre de 2003, el gobernador de Nueva York, George Pataki nombró a Mansell a la Comisión Estatal de Reforma Educativa.
En la carta de despedida de Mansell a los feligreses de las diócesis en 2003, dijo que "Buffalo es una diócesis muy fuerte" y que sus parroquias, escuelas y agencias de servicios sociales "garantizan la fuerza... en los años venideros". En 2006, Buffalo Business First informó que el sucesor de Mansell, el obispo Edward Kmiec, dijo que algunas estadísticas eran demasiado optimistas y que sería necesario cerrar iglesias y escuelas parroquiales para abordar la disminución de la asistencia y la inscripción, así como una deuda de $3 millones.

### Arzobispo de Hartford
El Papa Juan Pablo II nombró a Mansell como el cuarto arzobispo de la Arquidiócesis de Hartford el 20 de octubre de 2003. Fue instalado el 18 de diciembre de 2004. El 29 de junio de 2004, Mansell recibió el palio del Papa Juan Pablo II en Roma.
En 2005, la arquidiócesis pagó $22 millones para resolver demandas de abuso sexual presentadas por 43 personas contra 14 sacerdotes, la mayoría de los casos ocurriendo en las décadas de 1960 y 1970. Mansell hizo una declaración sobre el acuerdo. Sobre el arreglo del caso de abuso sexual relacionado con los 14 sacerdotes de la Arquidiócesis, Mansell es citado en un artículo del New York Times por William Yardley, declarando: "[Es] parte de un proceso de sanación para las personas cuyas vidas han sido gravemente dañadas por el mal del abuso sexual y por la misma Iglesia".
Mansell es un defensor de la Misa Tradicional en Latín.

### Jubilación
Habiendo alcanzado la edad de jubilación obligatoria, Mansell presentó su carta de renuncia como Arzobispo de la Arquidiócesis de Hartford al Papa Francisco. Mansell fue sucedido por el obispo Leonard P. Blair en diciembre de 2013.